# Нічні Вовки
«Нічні Вовки» (рос. «Ночные Волки») — російська організація мотоциклістів, яка на початку свого існування, за інформацію деяких ЗМІ, під прикриттям ФСБ займалася наркотрафіком, а в останній час бере участь у пропагандиських акціях великодержавно-імперської спрямованості, а також у рекламних кампаніях на підтримку персонально Путіна. Офіційна назва — «громадська організація» клуб байкерів або проєкт «Русские мотоциклисты».
Заснований у 1989 році в Москві, зареєстрований у 1995 році. Мотоклуб налічує приблизно 5 тис. членів, але його склад унаслідок «витоку кадрів» часто змінюється. Типова сучасна російська ГОНГО-організація (рос. «Государством организованная негосударственная организация»). Номінальний засновник і керівник — Олександр Залдостанов.
Широко відомі факти прямого фінансування «Нічних вовків» з боку Кремля, спецслужб та злочинних кіл Росії. Вони також користуються відкритим заступництвом РПЦ в особі московського патріарха. Керівництво клубу було в Росії не раз звинувачено у злочинній діяльності проти інших незалежних байкерських клубів Росії не про-путінської орієнтації, в тому числі з використанням насильства та зброї. «Нічні вовки» брали активну участь в інтервенції Росії в Криму, унаслідок чого підпали під санкції США і Канади.
Унаслідок постійних залучань «вовків» путінською пропагадною до офіційних державних заходів в образі «православних лицарів» «встаючої з колін Росії» — вони в російськомовному культурному просторі та байкерському субкультурному середовищі здобули репутацію «путінських клоунів».

## Історія
У радянський час байкерів клубу пов'язували підпільні концерти, рок-музика, що не підтримувалися офіційною владою того часу.
Організатори концертів запрошували байкерів задля охорони заходів. Також в 90-ті байкери групувались по п'ять осіб і займались в Москві неофіційною охороною бізнесу від посягань на аналогічну посаду інших кримінальних структур (рос. крышевание), хоча за підсумком журналіста «Огонька» за Вовками не було помічено дій що би кваліфікувались як важкі кримінальні злочини.

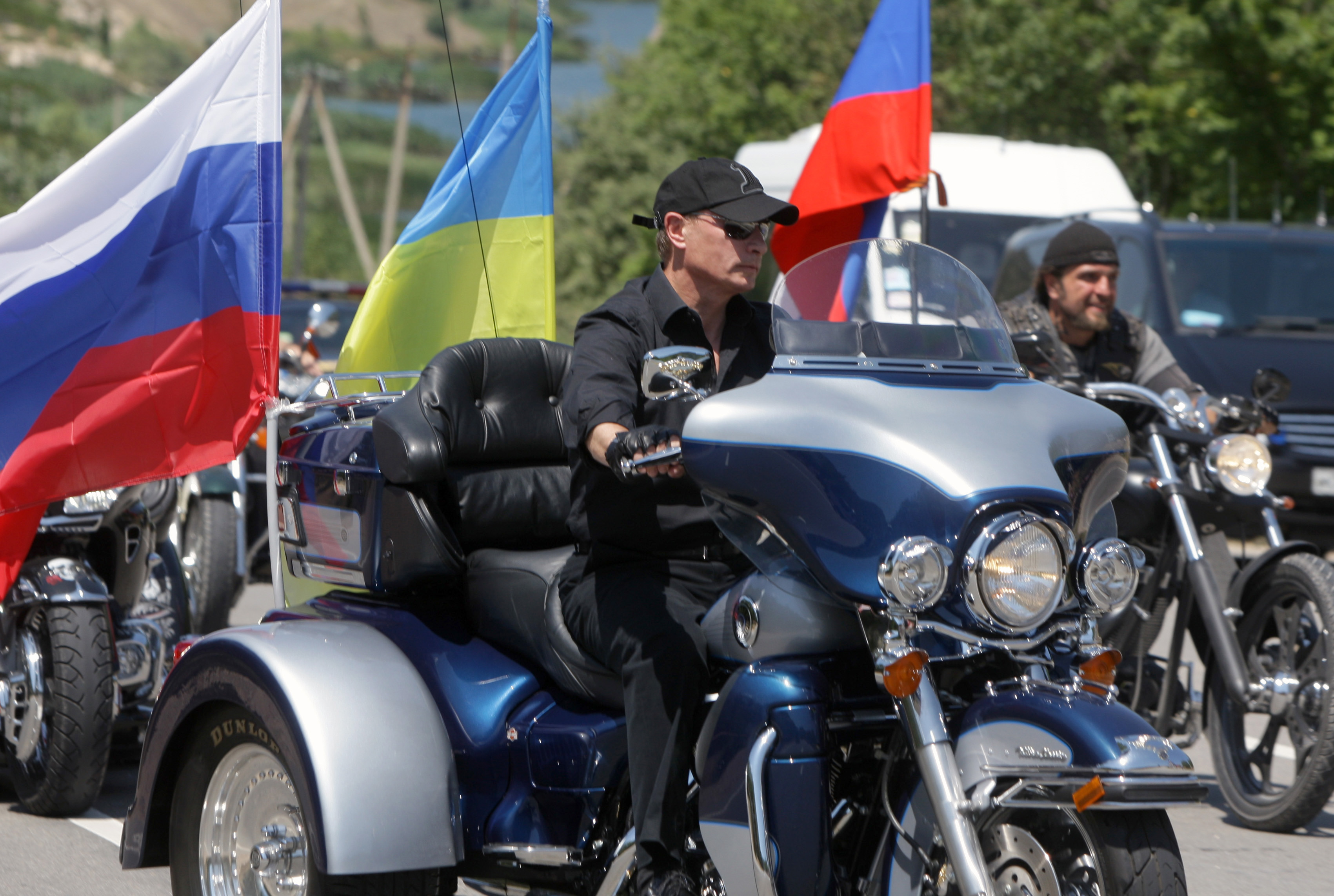
Путін з «Нічними вовками» у Криму

«Нічні вовки» не було першою назвою мотоклубу. Певний час групу навколо «Хірурга» називали «Хірургія». Лише 31 травня 1989 угрупування закріплює за собою сучасну назву, зображення герба і прапора. Формування не проходить державної реєстрації.
1992—1994 рр. — за участі Нічних Вовків започатковується перший в Росії рок-клуб «Sexton» за зразком однойменного берлінського клубу. Сьогодні рок-клуб розташований в «Байк-Центрі» Залдостанова.
1995 рік — започатковує мотомайстерню «Wolf Engineering». Започатковує власний салон татуювання «Тату-Центр» і проводить Першу в Росії Міжнародну тату-конвенцію. Проходить державну реєстрацію, створює і реєструє «Асоціацію байкерів». Проходить перше байк-шоу.
1999 рік — на 3-ій Міжнародній виставці «Мотоцикли та Скутери '99» представлено нову модель сучасного мотоцикла — «Вовк», конструкторське рішення і дизайн якого були розроблені мотоклубом Нічні Вовки, а втілені в промислове та серійне виробництво Ірбитським мотозавод (торгова марка «Урал»).
1999 рік — Відкриття «Байк-Центру» в м. Москві, створеного власними силами мотоклубу, для можливості проведення власних заходів та акцій мотоклубу «Нічні Вовки» і «Асоціації байкерів».
Під час Чеченської війни та першого знайомства з субкультурою клубу «Ангелами пекла» в клубі «Нічні Вовки» відбулась зміна самоорганізації та принципів.
У 2001 році «Нічні Вовки» відступають від практики придушення діяльності аналогічних байкерських клубів.
20 жовтня 2012 в Зеленограді, в одному з гаражних кооперативів, де базується байк-клуб «Три дороги», сталася бійка і перестрілка між господарями та представниками байк-клубу «Нічні вовки», унаслідок якої загинула одна людина.

## Устав та ідеологія

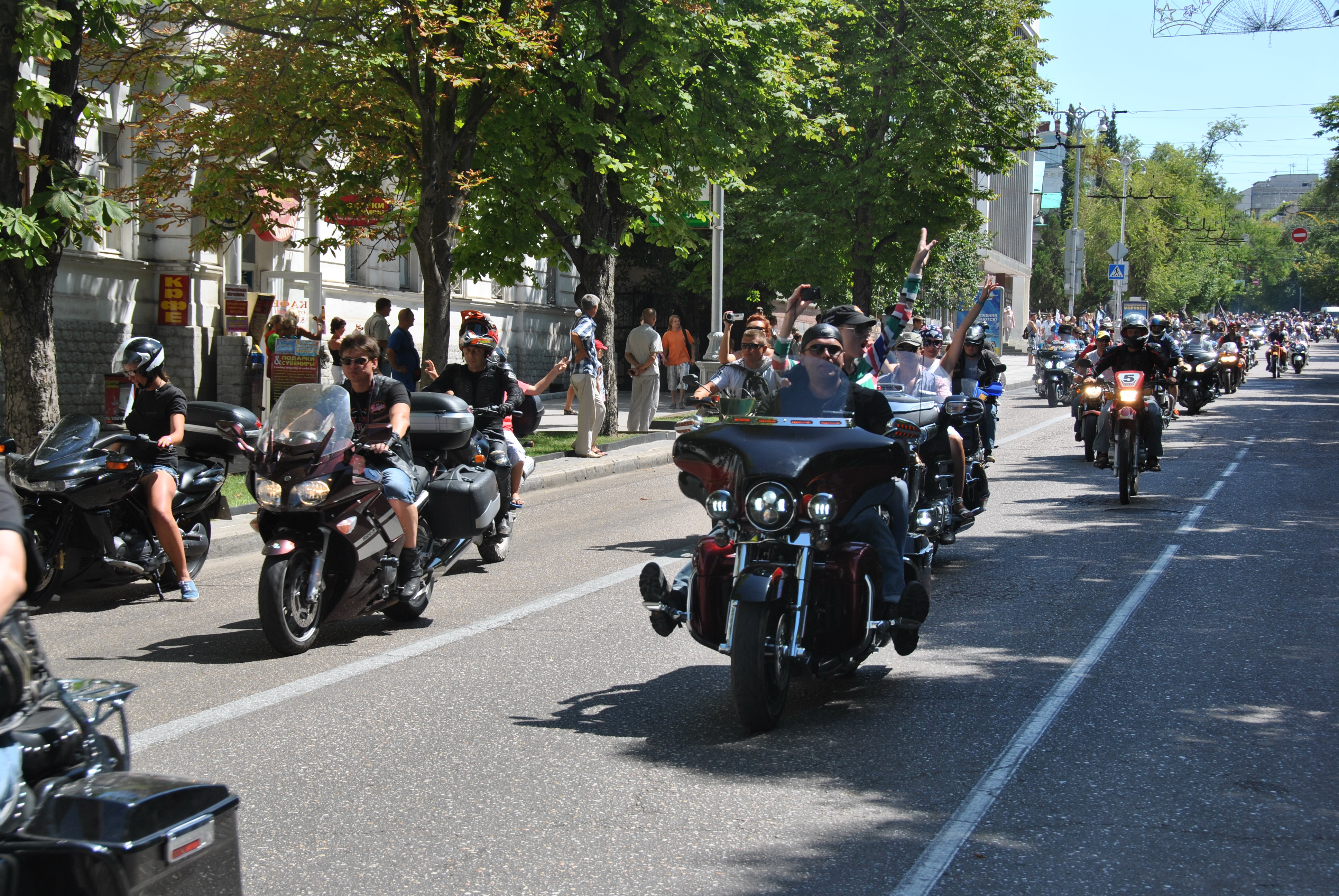
«Нічні вовки» у Севастополі

МК «Нічні Вовки» — міцно структурований клуб, зі своєю ідеологією, суворими правилами та ієрархією. Членом МК не може бути: жінка, наркоман, наркодилер, гомосексуал, сатаніст. Клуб не переобирає президентів, від дня заснування Нічних Вовків незмінно очолює О.Залдостанов.
|  | Ні для кого не секрет, що, не будучи політичною організацією, ми підтримували і підтримуємо ідею відновлення СРСР, соціальної справедливості, протидіяли процесам морального розкладання, гомосексуалізму, наркоманії, зловживання алкоголем, як і будь-яким трендам «помаранчевої спрямованості» Ми закликаємо до солідарних акцій всі дружні нам байкерські клуби. Всіх, хто поділяє наші цінності і не хоче, щоб здобула верх наркомафія, гомосексуалісти і помаранчеві провокатори. Оригінальний текст (рос.) Ни для кого не секрет, что, не являясь политической организацией, мы поддерживали и поддерживаем идею восстановления Союзного государства, социальной справедливости, противодействовали процессам нравственного разложения, гомосексуальності, наркомании, злоупотребления алкоголем, как и любым трендам «оранжевой направленности».<...> Мы призываем к солидарным акциям все дружественные нам байкерские клубы. Всех, кто разделяет наши ценности и не хочет, чтобы одержала верх наркомафия, гомосексуалисты и оранжевые провокаторы. Заява «Нічних Вовків» |

Нічні Вовки узгоджують відкриття сезону та багато своїх акцій з РПЦ та православним календарем.
Клуб веде війну з четвіркою найбільші відомих та великих міжнародних байкерських клубів — Outlaws MC, Ангели пекла, Bandidos MC, Mongols MC — не дає їм закріпитися на території колишнього Радянського Союзу.
Членські внески добровільні, не є умовою перебування в клубі.
На противагу загальній субкультурі байкерів де англійська є неписаною нормою оформлення, в МК «Нічні Вовки» надписи пов'язані з символікою клубу, зокрема нашивки на куртках, повинні бути російською. «Нічні Вовки» уникають самовизначення «байкери», себе називають російськими мотоциклістами.
До моменту, коли Президент Росії В.Путін подарував Залдостанову прапор Російської Федерації, у клубі не було заведено носити інші символіку, окрім символу клубу.

## Відносини з політиками
З байкерами сподівався побудувати стосунки популярний серед виборців депутат Держдуми Володимир Жириновський. Відомо що лідер клубу Залдостанов симпатизує президенту Білорусі О. Лукашенку. Проведенню байк-шоу в Калінінграді сприяв Георгій Боос — байкер та особистий друг Залдостанова.
Вперше активно байкери засвітилися на політичній акції навесні 2008 року, коли приїхали колоною на Васильєвський спуск на концерт, присвячений перемозі на президентських виборах Дмитра Медведєва.
Перша публічна зустріч Залдостанова з В. Путіним, що на той час був Прем'єр-міністром РФ, відбулась у «Байк-Центрі». Зі слів Олександра, у той час він працював над підготовкою байк-шоу в Севастополі, як йому зателефонували з приймальні Президента РФ і попросили негайно направлятися до Москви. Відтоді незмінний лідер «Нічних Вовків» вважає Путіна своїм другом, а Путін регулярно підтримує їх пропагандистські байк-шоу в Севастополі. Через зв'язок з цим байкерським клубом В.Путін був помилково внесений до непублічного реєстру осіб в'їзд котрим на територію Фінляндії заборонений, так-як фіни кваліфікують Вовків як злочинне угрупування.

## Байк-шоу в Росії
Спочатку байк-шоу називалися «Night Wolves Bike show» і проходили в Підмосков'ї.
Тричі поспіль, до 2008-го включно місцем постійної дислокації був Калінінград. Проводили байк-шоу за організаційним та фінансовим сприянням друга Залдостанова губернатора Калініградської області Георгія Бооса що розглядав шоу як привабливий для туристів захід.

## Діяльність в Україні до російської інтервенції
З 2008 року, в севастопольському районі Балаклава біля гори Гасфорта регулярно влаштовуються мотовистави з величезною кількістю державних прапорів Російської Федерації і закликами «відновити єдину країну». Байк-шоу проходять за участі та організаційної підтримки Чорноморського флоту РФ, севастопольських козаків.
|  | Я кажу СРСР, тому що це моя Батьківщина, це Батьківщина для більшості людей, незважаючи на те, що сьогодні ми розділені безліччю кордонів.<...>Загалом-то, це і є генеральна думка нашої сьогоднішньої програми. Це скоріше не розважальне шоу, а програма для тих, хто ще зберіг почуття патріотизму, хто розуміє суть значення «Батьківщина». Оригінальний текст (рос.) Я говорю СССР, потому что это моя Родина, это Родина для большинства людей, несмотря на то, что сегодня мы разделены множеством границ. <...> В общем-то, это и есть генеральная мысль нашей сегодняшней программы. Это скорее не развлекательное шоу, а программа для тех, кто еще сохранил чувство патриотизма, кто понимает суть значения "Родина". Інтерв'ю газеті «Слава Севастополя» |

Залдостанов намагається підтримувати міжнародний статус заходів залучаючи байкерів із Австралії, Британії, Швеції, Німеччини тощо, котрим навіюється думка, що Севастополь (як і весь Крим) належить Росії. Сепаративні виступи організаційно підтримує представник В. Януковича голова Севастопольської держадміністрації Володимир Яцуба.
Особисту участь у деяких імпрезах бере президент Росії Володимир Путін що завжди, перебуваючи в Криму, відвідує табір Залдостанова. Щоб потрапити на один пробігів президент Росії Володимир Путін на чотири години переніс заплановану зустріч з президентом України Віктором Януковичем.
В квітні 2012 року до Севастополя з Донецька на автоплатформі здійснювалось доставлення подарунка від Президента В. Януковича — 13 тонний дзвін до Дня хрещення Русі супроводжували колони байкерів мотоклубу «Нічні Вовки».
У вересні 2012 року байкери взяли участь у церемонії відкриття пам'ятного знаку на честь дружби народів Росії і України в Дергачівському районі Харківської області у селі Руська Лозова. На місці закладеного каменю в 2014 році буде відкрито пам'ятник, присвячений 350-річної річниці Переяславської Ради. Пам'ятник буде встановлено за кошти байкерів.
У 2014 році, під час протистоянь на Євромайдані «Нічні Вовки» приєдналися до Всеукраїнської громадської спілки «Український фронт», ініційованої Партією Регіонів на противагу загонам Самооборони Євромайдану і брали участь у сепаратистських мітингах в Севастополі.

### Байк-шоу у Севастополі

#### XIII Міжнародне Байк-Шоу
У 2009 році фестиваль був присвячений Чорноморському флоту РФ що базується в Севастополі. Напередодні байк-шоу Залдостанов отримав з рук президента Росії Володимира Путіна державний прапор та благословення від Патріарха Кирила; спонсорами байк-шоу стали Департамент сімейної і молодіжної політики м. Москви, Smart Holding і медіаресурси: РІА Новини, Радіо Росії, Авто Радіо, Російська служба новин. «Хірург» представляє «Нічних вовків» як некомерційну організацію, проте потрапити на шоу можна було тільки сплативши певну вартість квитка, реалізовувався алкоголь з яток байкерського клубу.

#### XIV Міжнародне Байк-Шоу
23 липня 2010 року в Севастополі в районі гори Гасфорта (17-й км траси Севастополь — Ялта) о 20:00 музичною програмою відкрилося XIV Міжнародне байк-шоу за участю близько 2 тис. мотоциклістів із різних країн і міст. Байк-шоу присвячене 65-річчю Перемоги у Великій Вітчизняній війні. 24 липня — відбувся урочистий мотопарад від гори Гасфорта до Севастополя. Байкери поклали квіти і вінки до Меморіалу захисникам Севастополя 1941—1942 рр. на площі Нахімова, а також на Меморіальному комплексі «35 Берегова батарея». Увечері біля гори Гасфорта відбувся рок-концерт за участю російських і українських гуртів. Був запланований візит Путіна. Він прибув верхи на триколісному мотоциклі на чолі мотоколони. 25 липня, учасники байк-шоу відвідали військово-морський парад на честь Дня ВМФ РФ у Севастопольській бухті.

#### XV Міжнародне Байк-Шоу
У 2011 році основною ідеєю шоу стало відродження єдності слов'янських народів, економічної та політичної могутності Росії.

#### XVI Міжнародне Байк-Шоу
За тиждень до старту байк-шоу, проїжджаючи з Севастополя до Ялти на саміт з українським Президентом В. Януковичем, російський Президент В. Путін зупинився біля підніжжя Гасфорти, де вже йшла підготовка до байкерського форуму. В 2012 році байк-шоу було присвячене Радянському Союзу. На відкритті байк-шоу був присутній командувач ЧФ РФ контрадмірал Олександр Федотенков і керівники Севастополя. Спеціальна програма з великою кількістю спецефектів, відео- й лазерною анімацією, каскадерськими трюками була присвячена подорожі російської цариці Катерини II до Криму, що відбулася 225 років тому. На фестиваль з'їхались близько 100 тис. осіб, вартість вхідного квитка 150 грн.

## Злочинна діяльність проти України
«Нічні вовки», які тісно пов'язані з російськими спецслужбами, входили до складу так званих «загонів самооборони Криму» в лютому 2014 року. Під час анексії Криму вони з'явилися на півострові з російськими прапорами, займалися залякуванням людей, які виступали проти російської інтервенції на півострів. Байкери патрулювали дороги і охороняли зайняті «зеленими чоловічками» будівлі, брали участь у штурмі газорозподільної станції і захопленні штабу Військово-морських сил України в Севастополі. У пропагандистському російському фільмі «Крим. Шлях на батьківщину», показаному в першу річницю анексії Криму, повідомлялося також, що «Нічні вовки» викрали і утримували одного з українських військових командирів.
14 березня 2014 року за участі байкерів з «Нічних вовків» відбувся бій на вулиці Римарській у Харкові.
Російські байкери також допомагали набирати бойовиків для Донецька і Луганська. Також «Нічні вовки» допомагали таємно вивезти з України та перебратися в Росію групі посадових осіб колишнього уряду України.

## Санкції з боку США і Канади
19 грудня 2014 року президент США Обама та прем'єр-міністр Канади Стівен Гарпер підписали закони про економічну блокаду окупованого Криму та прийняли пакет відповідних санкцій проти російських організацій та громадян, які винні в окупації та анексії Криму. В списку з 24 осіб і організацій потрапили «нічні вовки» та їх керівник Залдостанов. Їм заборонений в'їзд до США і Канади, їхні банківські рахунки там також заблоковані.

## Спроби експансії на Європу
У квітні 2015 року керівництво «нічних вовків» заявило, що від 25 квітня до 9 травня вони зроблять демонстративний пропагандистський мотопробіг «На Берлін» за маршрутом Москва — Мінськ — Берестя — Вроцлав — Брно-Братислава — Відень — Мюнхен — Прага — Торгау — Карлсгорст — Берлін. Мотоколона-конвой мала нараховувати по різним повідомленням від 15 до 20 учасників на мотоциклах, плюс кілька автомобілів ескорту.
Офіційна російська пропаганда широко анонсувала запланований «мотопробіг Перемоги», який за думкою його організаторів мав тріумфально фінішувати в столиці ФРН в день святкування 70-річниці перемоги Червоної Армії над Німеччиною в Другої світової війни. І таким чином послужити подальшій легітимації путінського режиму. Мотопробіг анонсований Росією як начебто «приватна ініціатива», але насправді його всіляко підтримують державні органи Росії. Так, наприклад, МЗС Росії надійслало МЗС Чехії офіційну ноту з проханням «надати підтримку в організації проїзду російських мотоциклістів територією Чехії». Чехія не підтримала ідею мотопробігу, а МЗС Чехії відповіло, що за дозволом з «приватними ініціативами» слід звертатися до прикордонної служби.
Коментуючи спробу путінських «байкерів» приїхати на 9 травня в Берлін, російський політолог Матвій Ганапольський відмічає, що європейці дуже добре пам'ятають появу путінських «ввічливих чоловічків» в Криму. Тому поява вірних путінських організаторів «Антимайдану» сприймається в Європі не як данина пам'яті загиблих у Другій світовій війні, а як чергова спецоперація російських агентів після українського тепер вже на європейському фронті і вже з шенгенськими візами в руках. У Словаччині, під селом Долна Крупа розміщується база «Нічних Вовків».
9 травня 2023 року члени руху порушили заборону на носіння прапорів РФ у Берліні, приїхавши туди з Чехії.

### Сприйняття новини європейськими країнами
- Польща: МЗС Польщі заявило, що рішення впускати російських байкерів на територію Польщі чи ні теж прийматиме прикордонна служба, яка має право відмовити їм у в'їзді, якщо це загрожуватиме громадському порядку[33]. Прем'єр-міністр Польщі Ева Копач повідомила, що жоден з лідерів «приватної ініціативи»……не звертався ні за польської, ані за німецькою візою. Невідомо також, чи робили це інші учасники мотопробігу, оскільки їхні прізвища невідомі[34].Павел Коваль, голова партії «Польща є найважливіша», колишній заступник міністра закордонних справ: Цей мотопробіг є елементом гібридної війни[35] Зрештою МЗС Польщі відмовило «вовкам» у праві на в'їзд до Польщі. Міністр закордонних справ Польщі Гжегож Схетина слід за Евою Копач заявив, що «Нічні вовки» — це … не звичайні туристи, а їх мотопробіг — це політична провокація[36].

- У відповідь МЗС Росії 24 квітня висловило рішучий офіційний протест:Обурені відмовою польської влади на наше звернення про надання сприяння в отриманні необхідних дозволів у зв'язку із запланованими на 27-29 квітня на території Польщі заходів у рамках проведеного групою «Російські мотоциклісти» мотопробігу «Дороги Перемоги», присвяченого 70-річчю перемоги у Великій вітчизняній війні. Під надуманим приводом «надання запізнілої і недостатньої інформації» про пробіг, польська влада зірвали цю меморіальну акцію[37].

- Словаччина: Організатори акції «вовків» змушені рахуватися з об'їздом території Польщі через Словаччину. Президент Чехії Мілош Земан позитивно відгукнувся на російську ініціативу. Однак в словацькому суспільстві мотопробіг викликав протест. Група з 75 авторитетних інтелектуалів, політиків та культурних діячів Словаччини і Чехії звернулися 24 квітня до уряду з закликом «Зупинімо Нічних Вовків!»:Меседж мотопробігу — не повалення фашизму, не свобода і мир, а експансія Росії. Вони поширюють ненависть до України і є бастіоном антиукраїнської діяльності. … Банда «Нічних вовків» втілює владні претензії Росії на сьогоднішній мирний європейський світ, вона діє поза рамками вільних демократичних суспільств[38][39].

- Чехія: Чеський мотоклуб Red Eyed Crüe — Czech, який до цього кілька місяців допомагав «Нічним вовкам» у підготовці акції, відмовився від подальшої участі в проєкті — після втручання співробітників російського посольства в Празі на чолі з військовим аташе. Президент Red Eyed Лалін фон Ліпповіц написав на своїй сторінці в Фейсбуці:Єдине, що від нас хотіли співробітники <російського> посольства, це щоб ми 6 травня близько 8 години ранку зайняли місця на парковці Ольшанського цвинтаря (військове, де поховані російські солдати) і стояли там до того моменту, поки ясновельможні панове будуть приїжджати на своїх машинах, звільняли їм місця і їхали. Після таких слів я послав військового аташе Михайла Д. в жопу і пішов. Ми не слуги політичних російських лобістів, ми байкери![40]

- Німеччина: Німецькі органи правопорядку заявили, що російський мотоконвой не матиме права проїзду через Берлін до Трептов-парку[41]. Посольство Німеччини у Москві встигло раніш видати візи десятьом учасникам акції. Офіс канцлера після звернення служб безпеки та міністерства внутрішніх справ країни запропонував МЗС скасувати ці візи. МВС підкреслило, що плануєма акція «не поліпшить відносини між ФРН та РФ. Вона також не сприятиме внутрішньому порядку і громадській безпеці»[42]. МЗС Німеччини після перевірки заявило, що керівники «вовків» отримали візи «обманним шляхом,… потайки, під хибним підґрунтям або приховавши свою участь у планованій акції»[43]. Міністерство скасувало раніш видані шенгенські візи «путінській банді рокерів»[44]

### На польському кордоні
- На польському прикордонному пункті Тереспіль групу «нічних вовків» до Польщі не пустили і повернули назад. Керівник групи «вовків» Андрій Бобровський поскаржився:

| Нас три години обшукували, їсти і пити не давали, тримали в задушливому приміщенні і допитували. ... Обшукували досконально, кожен носок і косметичку, всі особисті речі[45]. |

Згадка про «косметичку» буквально підірвала російськомовні соціальні мережі та викликала хвилю жартів, тролінгу і фотожаб, найневинніші з яких:
Путін нагородив Залдостанова іменною косметичкою
Поляки конфіскували речі «Нічних Вовків»:
1. Мопед рожевий — 1 шт.
2. Туфлі жіночі чорні — 2 шт.
3. Косметичка — 1 шт.
У зв'язку з затримкою на польському кордоні, в Брест терміново прилетів Залдостанов, де дав російським ЗМІ своє знамените інтерв'ю. Він додав, що «Нічні вовки» не мають наміру скасовувати поїздку і підкреслив, що не здивований «істерією в західних країнах». Через два дні, 29 квітня він помістив у своєму блозі в LiveJournal'і повідомлення: 
| «Термінова новина! Все-таки прорвалися. Незважаючи на те, що за всіма погранпости роздані рознарядки — «не пускати НВ», наші все-таки перейшли кордон! ... Зараз хлопці вирушили за запланованим маршрутом. Мета — Братислава. Там вони повинні зустрітися з байкерами з Балканського півострова»[52] | З цього приводу чисельні російських ЗМІ, включно такі центральні державні як ТАРС, помістили аншлаг:|  | «Нічні вовки» перетнули кордон ЄС і направляються в Берлін[53][54] |
- 30 квітня в берлінському аеропорту Шенефельд після приземлення літака з Росії трьом російським «вовкам» було відмовлено у в'їзді на територію Німеччини. З цього приводу російське Міністерство закордонних справ направило в МЗС Німеччини ноту протесту. E ній МЗС РФ назвала своїх байкерів членами «міжрегіональної громадської організації „Російські мотоциклісти“ (рос. «Русские мотоциклисты»)», яким «незважаючи на наявність у них чинних віз», а також «після тривалої процедури з'ясування особи, перевірки достовірності документів та віз» було заявлено про неможливість перетину німецького кордону з посиланням на випливану від них загрозу громадській безпеці і наказано повернутися в Росію найближчим авіарейсом. Посольство Росії «рішуче засудило» дії Німеччини і розцінило їх як …спрямовані на зрив і дискредитацію ініційованого організацією «Російські мотоциклісти» мотопробігу «Дороги Перемоги»[55][56].

### Пароплавом «наГанновер»
Фінляндія впустила на свою територію двох «вовків» …"згідно з виданими Німеччиною «свіжими» шенгенськими візами". Серед них не було російських мотоциклістів раніш не пропущених до Польщі. Про це повідомила міністр внутрішніх справ Фінляндії Пяйві Рясясен (Paivi Rasasen). Олександр Залдостанов офіційно подякував за це державним органам Фінляндії.
Один з цих двох — Юрій Васильєв (прізвисько «Юра-Торжок»), 1982 року народження, родом з Торжка вирішив пробратися морем з Фінляндії, яка не має сухопутного кордону з континентальною Європою, до Німеччини. « — Їду на Ганновер!» — оптимістично зателефонував він, вступивши на борт фінського морського порома в Гельсінкі в суботу о 17:00. Уже з борту корабля він повідомив про «теплий прийом, який йому влаштували далекобійники», — після чого перестав виходити на зв'язок.
Скільки і яких було в його компанії далекобійників на 218-метровому 11-палубному морському поромі фірми Finnlines і якою мовою вони спілкувалися — про це Васильєв не повідомив.
Після прибуття в порт Травемюнде 3 травня в неділю ввечері Васильєву, однак не вдалося пройти німецький прикордонний контроль. Хоча прессекретар «вовків» наполягав, що мотоклуб заздалегідь через МЗС Росії офіційно повідомляв органи ЄС про свої цілі і навіть надавав докладну карту з позначенням маршруту, місць відвідування, точок зупинок і назв готелів — федеральна поліція Німеччини взяла Васильєва під варту з причини надання ним неправдивих відомостей для отримання візи, а саме — «невідповідність дійсної мети його візиту меті, яка вказана у візі». Німецький суддя незабаром звільнив Васильєва з-під варти з умовою, що той у 2-денний термін залишить країну власним коштом. До Васильєва негайно з Мюнхена (850 км до Любека) поквапився російський консул. «Юрія супроводжуватимуть в порт і організують відправку назад до Фінляндії» — повідомив офіційний блог мотоклубу. Згадка про «Ганновер», розташований глибоко на континенті — більш ніж e 200 км на південь від балтійського узбережжя Німеччини і в 280 км на захід від кінцевої мети «русских мотоциклістів» Берліна — дружно зникла з усіх російських мас-медіа.

## Фінансова підтримка путінським режимом
Проєкт «нічних вовків» — «Некомерційна неурядова» організація «Російські мотоцикли» під головуванням Олександра Залдастанова, отримала від путінського уряду грант «на дослідження мотоциклетної культури Росії» у розмірі 7 млн рублів.
Конкурс на цей грант проводився відповідно до президентського Розпорядження Путіна № 243 від 25.07.2014 «Про забезпечення в 2014 році державної підтримки некомерційних неурядових організацій, що беруть участь у розвитку інститутів громадянського суспільства і реалізують соціально значущі проєкти». Всього на конкурс від різних юридичних осіб було подано 2.936 заявок, з котрих вибрано 347 номинантів. Переможцем призначили організацію «Хірурга». Повідомлення про цю подію опублікував 1 травня 2015 блогер Михайло Калашников. ЗМІ повідомляють, що цей його пост в соцмережах активно видаляється.
В описі проєкту «Російський шлях» на сторінці сайту конкурсу повідомляється: «Практична частина дослідження пов'язана з розробкою нових форм і методів, спрямованих на розвиток традиційних духовних цінностей серед молоді та в цілому в суспільстві і втілення їх у життя на заходах, що проводяться російськими мотоциклістами».
За даними німецької газети «Bild» у фінансуванні мотоклубу беруть участь люди з Головного розвідувального управління Генштабу ЗС Росії, російської оборонної промисловості, а також з кіл оргзлочинності.

## Інші назви
- «Ручні „вовки“ Путіна»[68]
- «Ссученні вовки Путіна»[69]
- «Ночные тёлки» (укр. нічні телиці)[70]
- «Голубые киски» (укр. блакитні кицьки)[71]